# Llista de capitals d'Egipte

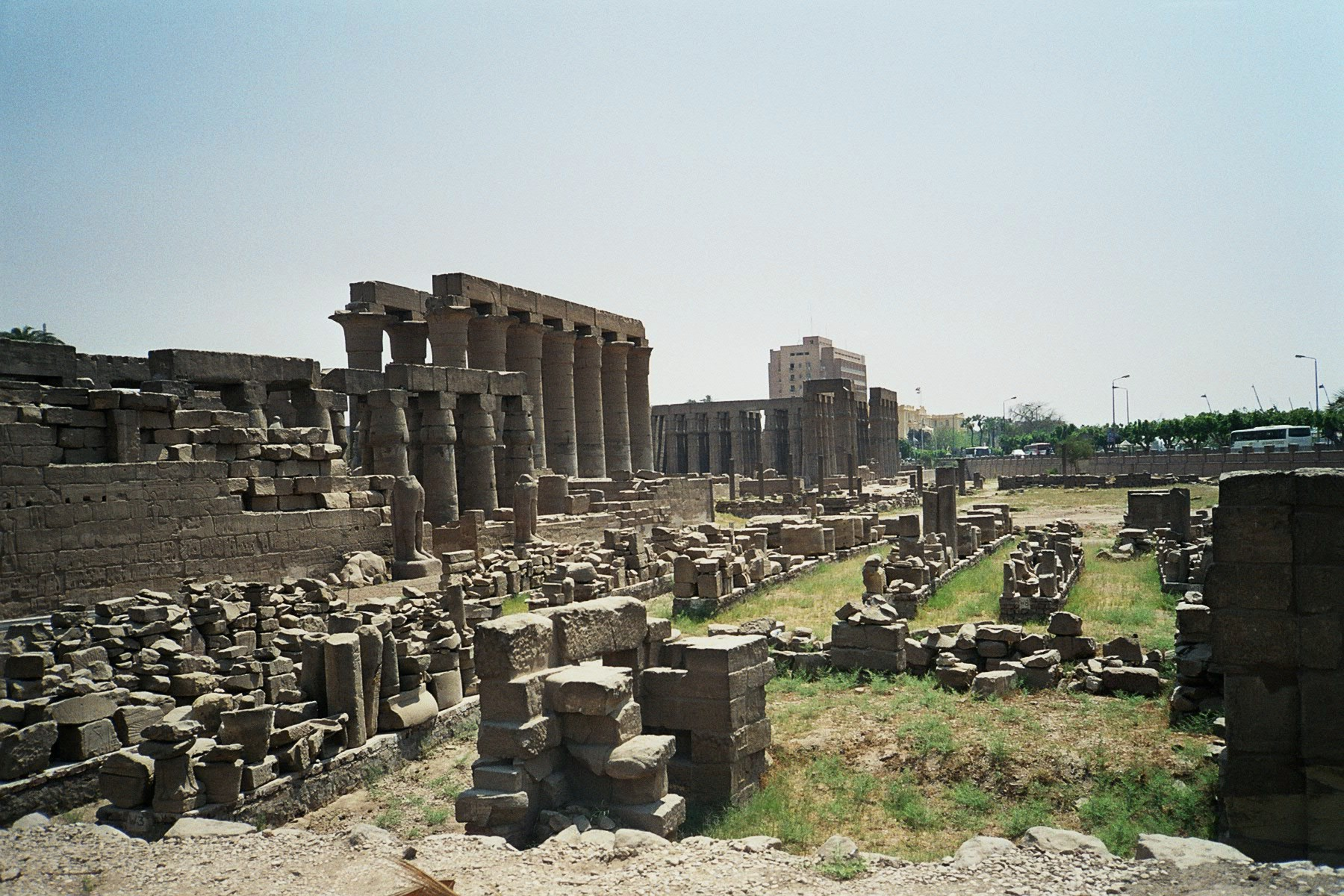
Tebes, diverses vegades capital d'Egipte

Aquesta és una llista de capitals d'Egipte al llarg de la seva història, incloent-hi l'actual, el Caire.
- Tinis (3150 aC - 2686 aC): dinasties I i II
- Memfis (2686 aC - 2160 aC): dinasties III a VIII
- Heracleòpolis Magna (2160 aC - 2040 aC): dinasties IX i X
- Tebes (2135 aC - 1985 aC): dinastia XI
- Ity-tauy (1985 aC - ca. 1700 aC): dinasties XII i XIII
- Àvaris (1725 aC - 1550 aC): dinasties XIV i XV (hicsos)
- Tebes (ca. 1700 aC - ca. 1353 aC): dinasties XVI a XVIII abans d'Akhenaton
- Akhetaton (ca. 1353 aC - ca. 1332 aC): Akhenaton, de la dinastia XVIII
- Tebes (ca. 1332 aC - ca. 1279 aC): dinasties XVIII i XIX fins a Seti I
- Pi-Ramsès (1279 aC - 1078 aC): dinastia XIX a partir de Ramsès II i dinastia XX
- Tanis (1078 aC - 945 aC): dinastia XXI
- Bubastis/Tanis (945 aC - 715 aC): dinastia XXII
- Leontòpolis/Tebes (818 aC - 725 aC): dinastia XXIII
- Sais (725 aC - 715 aC): dinastia XXIV
- Memfis (715 aC - 664 aC): dinastia XXV (els sobirans cuixites tenien la cort a Napata, però governaven Egipte des de Memfis)
- Sais (664 aC - 525 aC): dinastia XXVI
- Memfis (525 aC - 404 aC): dinastia XXVII (primera satrapia d'Egipte sota el domini aquemènida)
- Sais (404 aC - 399 aC): dinastia XXVIII
- Mendes (399 aC - 380 aC): dinastia XXIX
- Sebenitos (380 aC - 343 aC): dinastia XXX
- Memfis (343 aC - 332 aC): dinastia XXXI (segona satrapia d'Egipte sota el domini aquemènida)
- Alexandria (332 aC - 641): període grecoromà

Egipte ha estat governat des d'una sèrie de ciutats situades en allò que avui en dia és el Caire Vell des de la conquesta musulmana (641):
- Fustat (641-750)
- Al-Askar (750-868)
- Al-Qatai (868-905)
- Fustat (905-972)
- El Caire (972-), capital des del segle x[1]